# Avrigney-Virey
Pour les articles homonymes, voir Virey (homonymie).
Avrigney-Virey est une commune française située dans le département de la Haute-Saône, en Franche-Comté, dans la région administrative Bourgogne-Franche-Comté.

## Géographie

### Climat
Pour des articles plus généraux, voir Climat de la Bourgogne-Franche-Comté et Climat de la Haute-Saône.
En 2010, le climat de la commune est de type climat des marges montargnardes, selon une étude du Centre national de la recherche scientifique s'appuyant sur une série de données couvrant la période 1971-2000. En 2020, Météo-France publie une typologie des climats de la France métropolitaine dans laquelle la commune est exposée à un climat semi-continental et est dans la région climatique Lorraine, plateau de Langres, Morvan, caractérisée par un hiver rude (1,5 °C), des vents modérés et des brouillards fréquents en automne et hiver.
Pour la période 1971-2000, la température annuelle moyenne est de 10,5 °C, avec une amplitude thermique annuelle de 17,6 °C. Le cumul annuel moyen de précipitations est de 977 mm, avec 12,9 jours de précipitations en janvier et 9,4 jours en juillet. Pour la période 1991-2020, la température moyenne annuelle observée sur la station météorologique de Météo-France la plus proche, « Cugney », sur la commune de Cugney à 6 km à vol d'oiseau, est de 11,2 °C et le cumul annuel moyen de précipitations est de 958,2 mm. 
La température maximale relevée sur cette station est de 40 °C, atteinte le 31 juillet 2020 ; la température minimale est de −17 °C, atteinte le 20 décembre 2009,,.
Les paramètres climatiques de la commune ont été estimés pour le milieu du siècle (2041-2070) selon différents scénarios d'émission de gaz à effet de serre à partir des nouvelles projections climatiques de référence DRIAS-2020. Ils sont consultables sur un site dédié publié par Météo-France en novembre 2022.

## Urbanisme

### Typologie
Au 1er janvier 2024, Avrigney-Virey est catégorisée commune rurale à habitat dispersé, selon la nouvelle grille communale de densité à sept niveaux définie par l'Insee en 2022.
Elle est située hors unité urbaine. Par ailleurs la commune fait partie de l'aire d'attraction de Besançon, dont elle est une commune de la couronne,. Cette aire, qui regroupe 310 communes, est catégorisée dans les aires de 200 000 à moins de 700 000 habitants,.

### Occupation des sols
L'occupation des sols de la commune, telle qu'elle ressort de la base de données européenne d’occupation biophysique des sols Corine Land Cover (CLC), est marquée par l'importance des territoires agricoles (65,4 % en 2018), une proportion sensiblement équivalente à celle de 1990 (65,1 %). La répartition détaillée en 2018 est la suivante : 
terres arables (41,4 %), forêts (33,1 %), prairies (19,9 %), zones agricoles hétérogènes (4,2 %), zones urbanisées (1,5 %). L'évolution de l’occupation des sols de la commune et de ses infrastructures peut être observée sur les différentes représentations cartographiques du territoire : la carte de Cassini (XVIIIe siècle), la carte d'état-major (1820-1866) et les cartes ou photos aériennes de l'IGN pour la période actuelle (1950 à aujourd'hui).

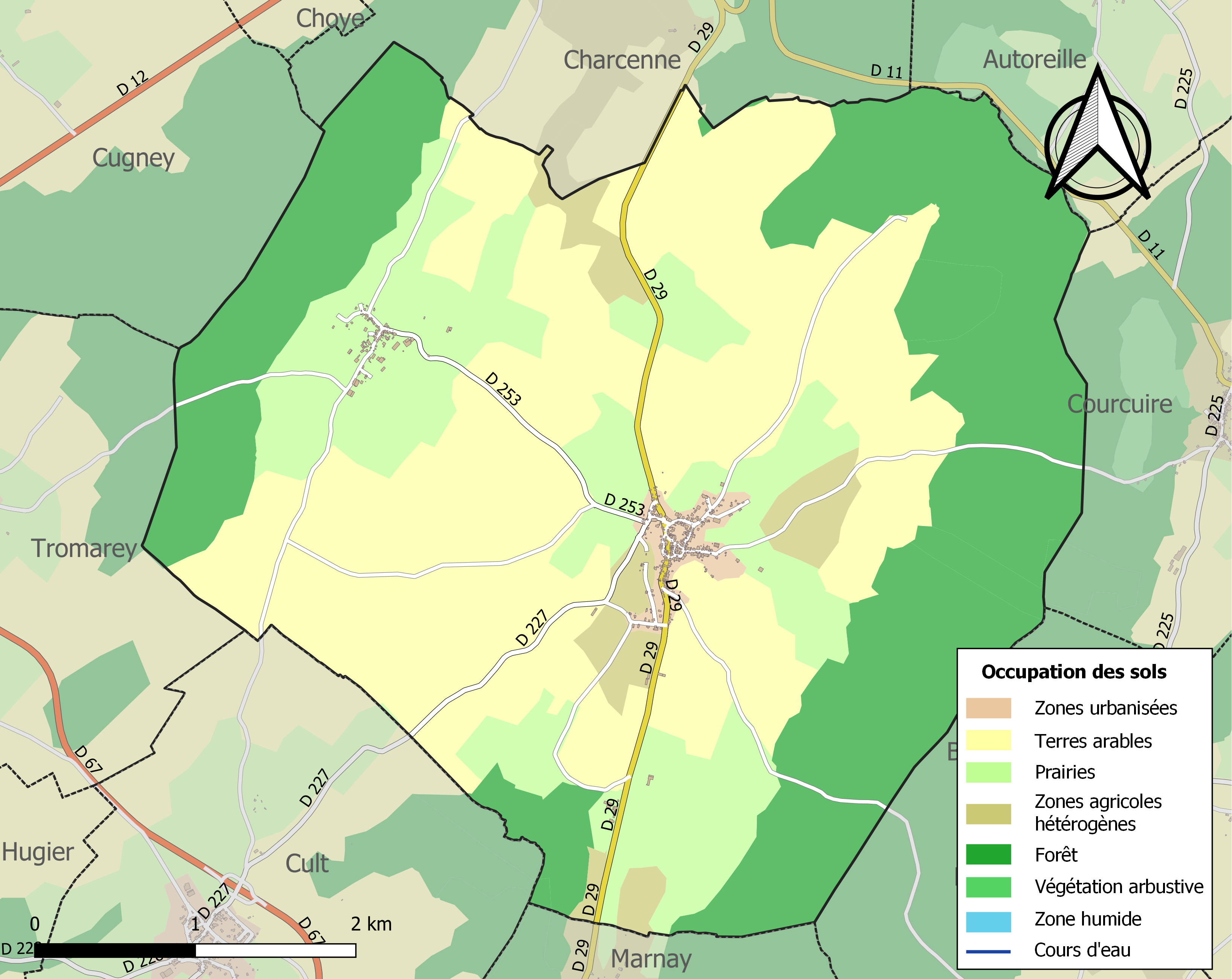
Carte des infrastructures et de l'occupation des sols de la commune en 2018 (CLC).

## Histoire
En 1972, les communes d'Avrigney et de Virey fusionnent pour former la commune d'Avrigney-Virey.

## Politique et administration

Carte départementale représentant en rouge les communes de la communauté de communes du Val marnaysien de Haute-Saône et en marron celles du Doubs.

### Rattachements administratifs et électoraux
La commune fait partie de l'arrondissement de Vesoul du département de la Haute-Saône, en région Bourgogne-Franche-Comté. Pour l'élection des députés, elle dépend de la première circonscription de la Haute-Saône.
Elle fait partie depuis 1826 du canton de Marnay. La composition de ce canton a été modifiée dans le cadre du redécoupage cantonal de 2014 en France

### Intercommunalité
La commune faisait partie de la communauté de communes de la vallée de l'Ognon créée le 19 décembre 2002. Celle-ci a fusionné avec d'autres pour former, le 1er janvier 2014 la communauté de communes du Val marnaysien, dont la commune est désormais membre.

### Liste des maires
| Période                                  | Période   | Identité        | Étiquette | Qualité     |
| ---------------------------------------- | --------- | --------------- | --------- | ----------- |
| Les données manquantes sont à compléter. |           |                 |           |             |
| 1929                                     | 1935      | Edmond Pariset  |           |             |
| 1935                                     | 1945      | Marcel Fassenet |           |             |
| 1945                                     | 1953      | Émile Laurent   |           |             |
| 1953                                     | 1983      | Georges Martin  |           |             |
| mars 1983                                | mars 1989 | Pierre Anguenot |           |             |
| mars 1989                                | mars 2001 | Pierre Pariset  |           | Agriculteur |
| mars 2001                                | 2014      | Maurice Vincent |           |             |
| 2014                                     | mai 2020  | Didier Rollet   |           |             |
| mai 2020                                 | En cours  | Gérard Creux    |           |             |

### Finances locales
Après le compte administratif de mars 2014, la trésorerie d'Avrigney-Virey est de 59 000 euros.
Seul un emprunt de 1000 euros par an constitue l'endettement d'Avrigney-Virey pour 424 habitants soit un peu moins de 50 euros par habitant et par an. L’échéance de ce prêt de 1000 euros par an est en 2035. C'était un prêt sur 50 ans pour la plantation de 80 hectares de résineux.

## Population et société

### Démographie
En 2022, Avrigney-Virey comptait 425 habitants. À partir du XXIe siècle, les recensements réels des communes de moins de 10 000 habitants ont lieu tous les cinq ans. Les autres « recensements » sont des estimations.
| 1793 | 1800 | 1806 | 1821 | 1831 | 1836 | 1841 | 1846 | 1851 |
| ---- | ---- | ---- | ---- | ---- | ---- | ---- | ---- | ---- |
| 804  | 777  | 805  | 797  | 849  | 861  | 828  | 730  | 743  |

| 1856 | 1861 | 1866 | 1872 | 1876 | 1881 | 1886 | 1891 | 1896 |
| ---- | ---- | ---- | ---- | ---- | ---- | ---- | ---- | ---- |
| 660  | 689  | 689  | 655  | 636  | 623  | 571  | 559  | 512  |

| 1901 | 1906 | 1911 | 1921 | 1926 | 1931 | 1936 | 1946 | 1954 |
| ---- | ---- | ---- | ---- | ---- | ---- | ---- | ---- | ---- |
| 454  | 454  | 473  | 369  | 338  | 276  | 275  | 262  | 280  |

| 1962 | 1968 | 1975 | 1982 | 1990 | 1999 | 2006 | 2008 | 2013 |
| ---- | ---- | ---- | ---- | ---- | ---- | ---- | ---- | ---- |
| 244  | 215  | 293  | 306  | 299  | 332  | 374  | 386  | 424  |

| 2018 | 2022 | - | - | - | - | - | - | - |
| ---- | ---- | - | - | - | - | - | - | - |
| 415  | 425  | - | - | - | - | - | - | - |

## Culture locale et patrimoine

### Lieux, monuments et objets d'art

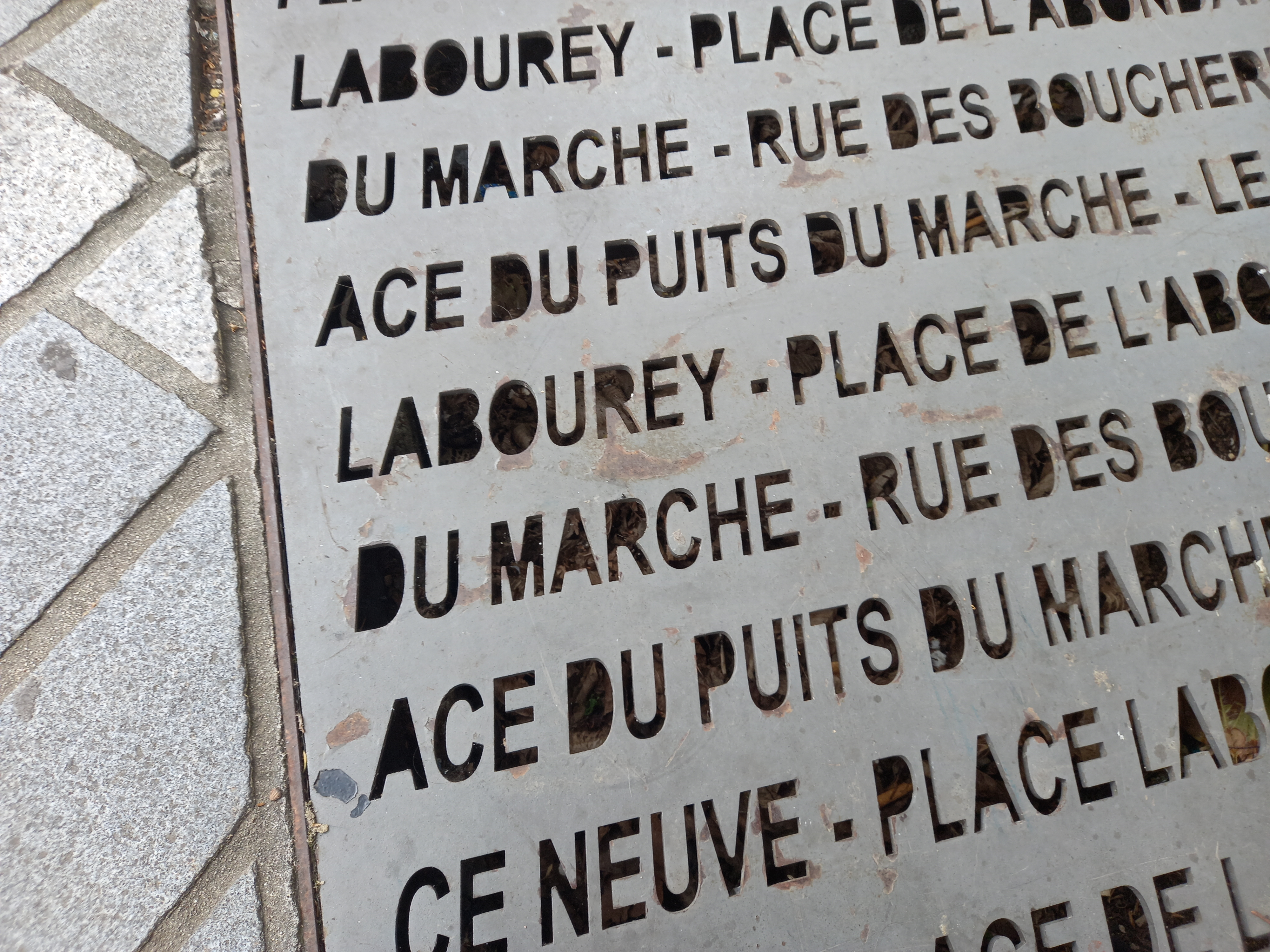
Grille d'arbre, place de la Révolution, à Besançon, mentionnant Labourey, en 2022.

- L'église Saint-Étienne, XVIIIe siècle,  Inscrit MH (1989)[20].
- Le four banal, XIXe siècle,  Inscrit MH (1992)[21].
- Le Taureau d'Avrigney : sculpture de taureau à trois cornes de l'époque gallo-romaine, trouvée en 1756 dans un champ de la commune[22].

Assez bien conservé, seule une patte sur les quatre est intacte. La sculpture est un assemblage par soudure de sept éléments en alliage cuivreux. Les trois cornes et le restant du corps sont dans un bon état de conservation. C'est le seul exemplaire de taureau tricorne de cette taille et dans cet état de conservation.
Cette divinité celte apotropaïque est répandue dans l'arc alpin et jurassien. L'original étant conservé au musée des beaux-arts de Besançon, une copie de ce taureau a été remise à la commune d'Avrigney par le maire de Besançon dans les années 1980 pour un retour symbolique au village de ses origines. La commune a choisi le taureau pour constituer son blason.
- L'église Saint-Léger de Virey[25].
- La grande fontaine-lavoir d'Avrigney

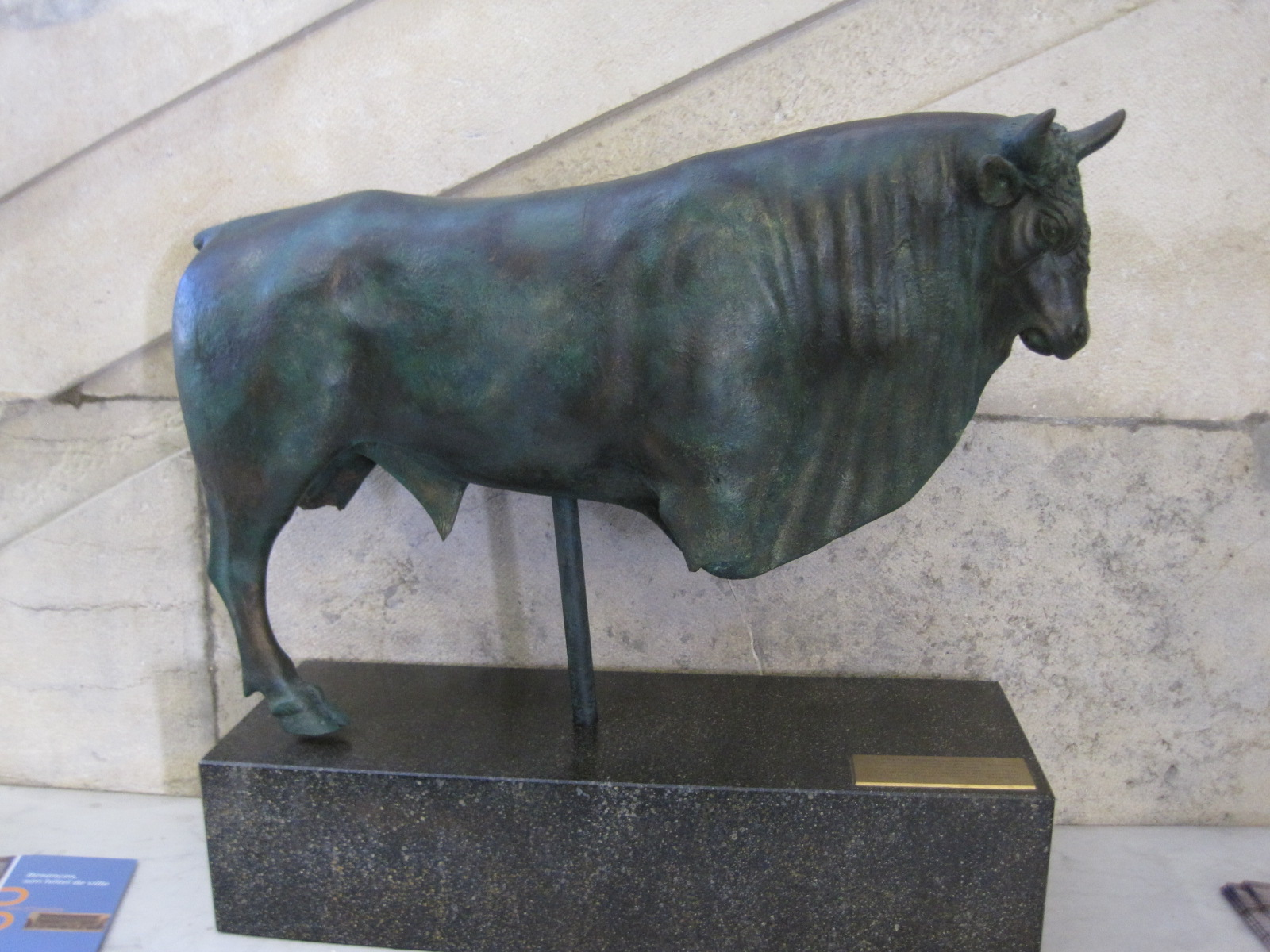
Le Taureau d'Avrigney, époque gallo-romaine, musée des beaux-arts de Besançon.
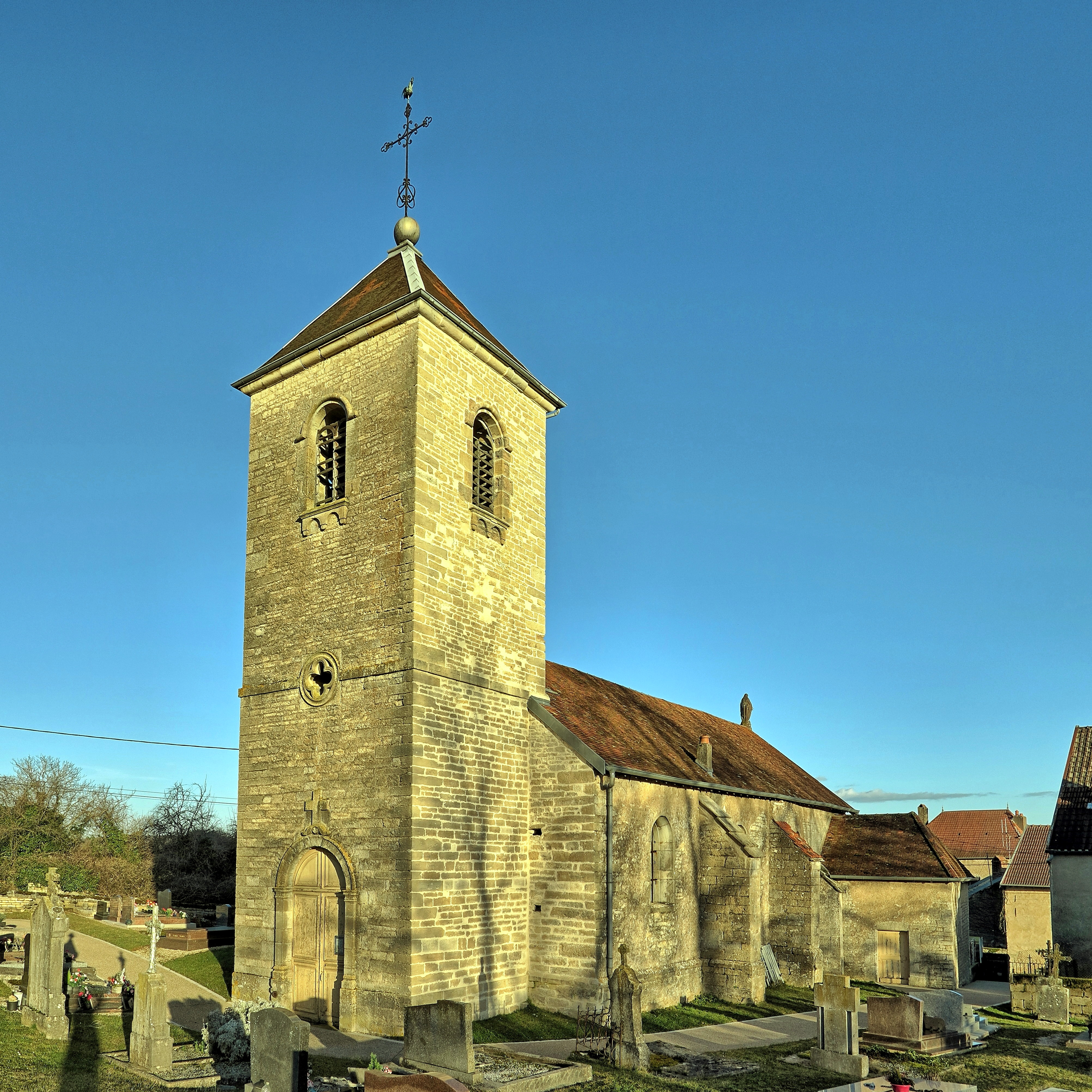
L'église de Virey.
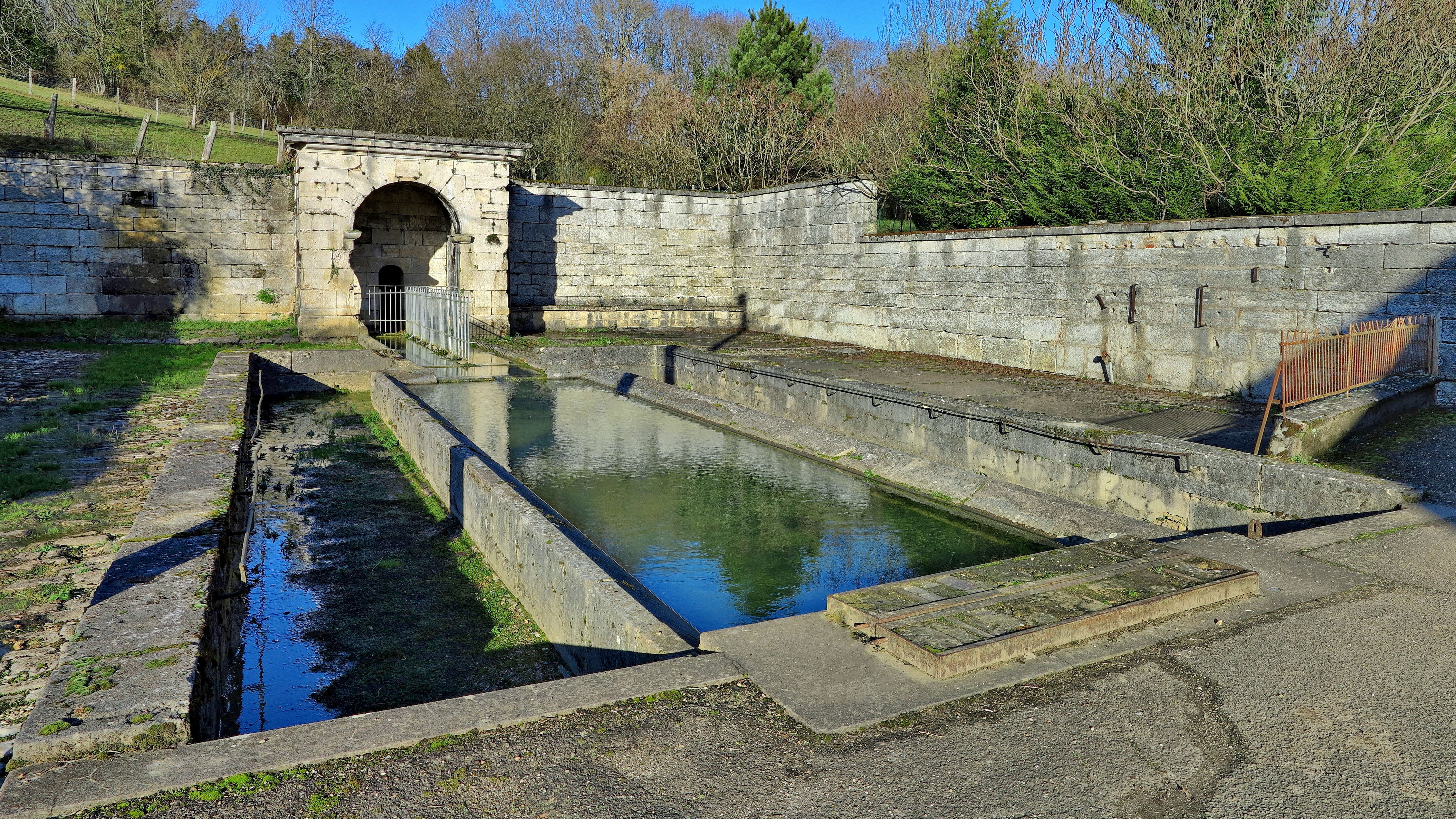
La fontaine-lavoir d'Avrigney.

### Personnalités liées à la commune
- Barthélemy Labourey (-1618), criminel, y a grandi et y est probablement né.

### Héraldique
| Blason de Avrigney-Virey | Blason  | De gueules à la statue d’un taureau tricornu gaulois du lieu contourné d’or, les pattes antérieures remplacées par une tige du même. |
| Blason de Avrigney-Virey | Détails | Le statut officiel du blason reste à déterminer.                                                                                     |